# Wilmer Allison
Wilmer Allison (San Antonio, 8 december 1904 - Austin, 20 april 1977) was een Amerikaans tennisspeler uit de jaren 1930. Zijn grootste overwinning was het winnen van de US Open in 1935. Ook won hij in 1929 en 1930 de dubbels van Wimbledon.
In 1963 werd hij opgenomen in de prestigieuze Tennis Hall of Fame.

## Palmares
| Legenda                       | Legenda               |
| ----------------------------- | --------------------- |
| Grand Slam                    |                       |
| Olympische Spelen             |                       |
| tot 2009                      | vanaf 2009            |
| Tennis Masters Cup            | ATP Finals            |
| ATP Masters Series            | ATP Tour Masters 1000 |
| ATP International Series Gold | ATP Tour 500          |
| ATP International Series      | ATP Tour 250          |

### Enkelspel
| Nr.              | Datum             | Toernooi                        | Ondergrond | Tegenstander in finale | Score                   | Details |
| ---------------- | ----------------- | ------------------------------- | ---------- | ---------------------- | ----------------------- | ------- |
| Gewonnen finales |                   |                                 |            |                        |                         |         |
| 1.               | 1928              | Canadese tenniskampioenschappen | Gravel     | John Van Ryn           | 6-2, 6-4, 6-3           |         |
| 2.               | 12 september 1935 | US tenniskampioenschap          | Gras       | Sidney Wood            | 6-2, 6-2, 6-3           | Details |
| Verloren finales |                   |                                 |            |                        |                         |         |
| 1.               | 5 juli 1930       | Wimbledon                       | Gras       | Bill Tilden            | 3-6, 7-9, 4-6           | Details |
| 2.               | 12 september 1934 | US tenniskampioenschap          | Gras       | Fred Terry             | 4-6, 3-6, 6-3, 6-1, 6-8 | Details |

## Prestatietabel
| Legenda | Legenda                          |
| ------- | -------------------------------- |
| g.t.    | geen toernooi gehouden           |
| l.c.    | lagere categorie                 |
| –       | niet deelgenomen                 |
| G       | uitgeschakeld in de groepsfase   |
| 1R      | uitgeschakeld in de eerste ronde |
| 2R      | uitgeschakeld in de tweede ronde |
| 3R      | uitgeschakeld in de derde ronde  |
| 4R      | uitgeschakeld in de vierde ronde |
| KF      | uitgeschakeld in de kwartfinale  |
| HF      | uitgeschakeld in de halve finale |
| F       | de finale verloren               |
| W       | het toernooi gewonnen            |
| w-v     | winst/verlies-balans             |

### Prestatietabel grand slam, enkelspel
| Toernooi        | 1927 | 1928 | 1929 | 1930 | 1932 | 1933 | 1934 | 1935 | 1936 |
| --------------- | ---- | ---- | ---- | ---- | ---- | ---- | ---- | ---- | ---- |
| Australian Open | –    | –    | –    | –    | –    | HF   | –    | –    | –    |
| Roland Garros   | –    | –    | –    | –    | –    | –    | –    | –    | –    |
| Wimbledon       | –    | –    | 4R   | F    | 4R   | –    | –    | 1R   | KF   |
| US Open         | 2R   | 3R   | KF   | F    | –    | 4R   | F    | W    | –    |

### Prestatietabel grand slam, dubbelspel
| Toernooi        | 1928 | 1929 | 1930 | 1931 | 1932 | 1933 | 1934 | 1935 | 1936 |
| --------------- | ---- | ---- | ---- | ---- | ---- | ---- | ---- | ---- | ---- |
| Australian Open | –    | –    | –    | –    | –    | HF   | –    | –    | –    |
| Roland Garros   | –    | –    | –    | –    | –    | –    | –    | –    | –    |
| Wimbledon       | –    | W    | W    | –    | HF   | –    | –    | F    | HF   |
| US Open         | HF   | –    | F    | W    | F    | –    | F    | W    | F    |